# 塔夫脫 (路易斯安那州)
塔夫脫（英語：Taft）是位於美國路易斯安那州聖查爾斯堂區的一個普查規定居民點。

## 人口
根據2020年美國人口普查的數據，塔夫脫的面積為14.60平方千米，當中陸地面積為12.90平方千米，而水域面積為1.70平方千米。當地共有人口61人，而人口密度為每平方千米4.18人。